# ارتش مسیر هشتم
ارتش مسیر هشتم (انگلیسی: Eighth Route Army) یک واحد از ارتش انقلابی ملی از جمهوری چین (۱۹۴۹–۱۹۱۲) بود که برخلاف بیشتر ارتش انقلابی ملی، این ارتش تحت کنترل حزب کمونیست چین و نه به تحت فرمان کومینتانگ بود. ارتش چهارم جدید و ارتش هشتم مسیر از سال ۱۹۳۸ دو نیروی اصلی کمونیست در چین بودند. ارتش چهارم جدید در جنوب این کشور رودخانه یانگ‌تسه فعال بود، در حالی که ارتش هشتم مسیر در یان‌آن شمال غربی چین فعالیت می‌کرد.